# Hermya regalis
Hermya regalis är en tvåvingeart som först beskrevs av Villeneuve 1915.  Hermya regalis ingår i släktet Hermya och familjen parasitflugor.
Artens utbredningsområde är Madagaskar. Inga underarter finns listade i Catalogue of Life.